# Kienspan

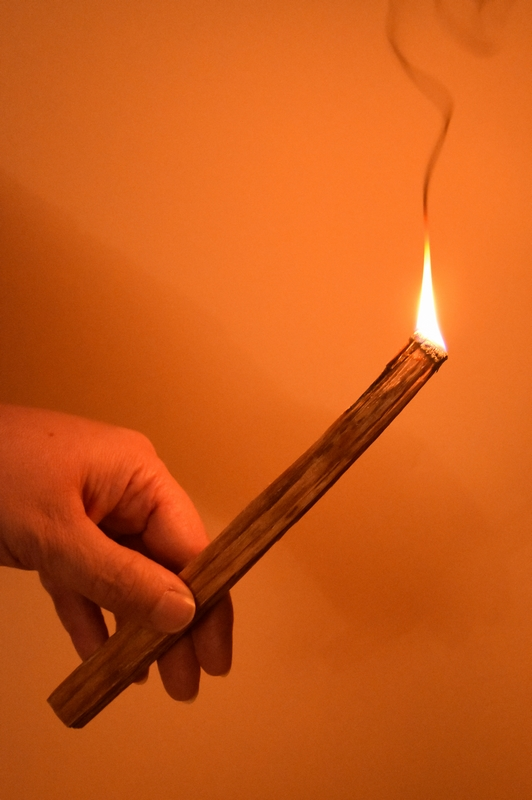
Kienspan in Benutzung

Kienspäne (auch: Kienholz) sind vierkantig oder flach gespaltene Stücke unterschiedlicher Länge aus harzreichem Holz, vorwiegend hergestellt aus Kiefer (auch Kienföhre, Kienbaum, Fackelbaum oder Feuerbaum genannt), aber auch aus Fichte, Faulbaum, Lärche und Kirschbaum.

## Herstellung
Kiefernholz mit übermäßigen Harzeinschlüssen wird kienig genannt. Kienholz entsteht durch eine äußere Verletzung der Baumrinde; der Baum produziert, um die Wunde zu schließen, mehr Harz. Das Harz wird zur Wunde transportiert, lagert sich jedoch auch im Stamm, dort vorwiegend in den Markstrahlen ab. Nach einer gewissen Zeit verhärtet das Harz, wird kristallin, das Holz verkient. Fällt man dann den Baum und schneidet oder hackt man den Stamm bei allen Rindenverletzungen in kurze Stücke, die man wiederum der Länge nach in dünne, lange Späne spaltet, so erhält man den Kienspan.
In Baden gewann man Kienspäne aus den Wurzelstöcken gefällter Kiefern. Dazu blieb das Wurzelwerk noch einige Jahre im Boden, damit sich der Wurzelstock mit Baumharz anreichern konnte. Anschließend wurde dieser ausgegraben und in den Hof gebracht. Dort zerteilte man das harzgetränkte Wurzelholz in kleine Stücke, die man zu Bündeln à 10 Stück schnürte. Diese Bündel wurden dann in den angrenzenden Städten, an Gaststätten, Zwischenhändler oder schlicht von Haus zu Haus verkauft. Der Preis lag in den 1920er Jahren bei rund 5 Pfennig pro Bündel Kienholz, was am Tagesende einen einträglichen Verdienst darstellte.

## Nutzung
Der Kienspan wird ähnlich wie einfaches Feuerholz erhitzt oder angezündet und dient somit für eine gewisse Dauer als Lichtquelle. Vorteil gegenüber dem einfachen Feuer ist die Tatsache, dass Kienspan kontrollierbarer abbrennt und die Brandgeschwindigkeit reguliert werden kann. Der Nachteil besteht wiederum darin, dass ein Holzstück nur etwa 20 Minuten brennt und die Flamme unruhig flackert, wenn sie nicht mit der Hand in einem bestimmten Winkel austariert wird.

## Geschichte
Seit der Altsteinzeit bis in das 19. Jahrhundert hinein waren Kienspäne in Mittel- und Nordeuropa wohl das am weitesten verbreitete Beleuchtungsmittel (einen frühen schriftlichen Beleg für die Kienspanbeleuchtung bietet Homer um 700 v. Chr.). Andere künstliche Lichtquellen (Kerzen usw.) waren deutlich teurer und kamen daher zumindest für die ärmeren Bevölkerungsschichten nicht in Frage.
Der Kien gilt als älteste bekannte Grubenbeleuchtung in Mitteleuropa. Erste Funde aus der Epoche des bronzezeitlichen und eisenzeitlichen Salzbergbaus in Hallstatt stammen aus der Zeit von 1300–450 v. Chr. Diese Späne sind allerdings nicht gekient und werden dadurch meist als „Leuchtspäne“ bezeichnet. Sie sind aus Tannen- und Fichtenholz gefertigt und völlig harzfrei. Dadurch rußen sie nicht, müssen aber, um gut zu brennen, dauernd bewegt werden. Eine Theorie ist, dass die Kinder der Bergbaugesellschaft diese Aufgabe verrichteten.
Kienspäne wurden auch in Totenriten verwendet. Dem Verstorbenen wurde ein Kienspan in die Hand gegeben, damit er auf dem Weg durch das Tal der Toten ein Licht hätte.
Auch in Wettervorhersagen waren Kienspäne vertreten. Wenn der brennende Kienspan knattert, so wird es kalt werden; wenn er eine lange Schnuppe hat, wird es tauen. Wenn der Kienspan beim Brennen stark raucht, sind Wind und Regen zu erwarten. Geflochtene, brennende Kienkörbe dienten an der Elbe als Notzeichen bei Eisgang. Die Bedeutung des Kiens als Inbegriff von Wärme und Licht verdeutlicht unter anderem das schwärmerische Marienlied „Du bist ein Vackel und ein Kien!“ des mittelalterlichen Dichters Konrad von Würzburg (etwa 1230 bis 1287).
Wegen der starken Rußentwicklung sind in alten Stuben Wände und Decken stets stark geschwärzt. In gemauerten Wänden wurden daher für die brennenden Kienspäne häufig Lichtnischen mit eigenem Rauchabzug eingefügt. Kienspäne waren aber auch eine nicht ungefährliche Lichtquelle, wie das prominente Beispiel des Berliner Rathauses zeigt, das 1581 durch die Unvorsichtigkeit des Marktmeisters Georg Wars bis auf die Grundmauern ausbrannte.

## Regionale Verbreitung
Von dieser Zeit zeugen noch lokale Spitznamen, wie der der Bietigheimer Hardtgemeinde, deren Einwohner den Spitznamen „Kienholzbuwe“ tragen, oder Pfeffingen auf der Schwäbischen Alb, dessen Einwohner „Kealänder“ genannt werden.
Im Naturpark Föhrenberge südlich von Wien, wo die Kiefern sehr verbreitet sind, findet man auch sehr oft die Ortsangabe Kiental, der auf das Vorhandensein der Kienhölzer zurückzuführen ist.
In Liestal in der Schweiz findet am Fasnachtssonntag als Höhepunkt des Fasnachtsumzugs der Chienbäsen-Umzug statt. Gebündelte Föhrenscheiter von 20 bis 100 kg Gewicht werden brennend durch das Obertor getragen und gefahren.